# رومي شنايدر
رومي شنايدر (بالألمانية: Romy Schneider)‏ (23 سبتمبر 1938 - 29 مايو 1982) ممثلة أفلام ألمانية فرنسية ولدت في فيينا في النمسا. بدأت حياتها المهنية في خمسينات القرن الماضي وتحديدًا في عام 1953 في وقت مبكر عندما كان عمرها 15 عامًا.

## روابط خارجية
- رومي شنايدر على موقع IMDb (الإنجليزية)
- رومي شنايدر على موقع ميتاكريتيك (الإنجليزية)
- رومي شنايدر على موقع الموسوعة البريطانية (الإنجليزية)
- رومي شنايدر على موقع روتن توميتوز (الإنجليزية)
- رومي شنايدر على موقع مونزينجر (الألمانية)
- رومي شنايدر على موقع قاعدة بيانات الأفلام العربية
- رومي شنايدر على موقع ألو سيني (الفرنسية)
- رومي شنايدر على موقع ميوزك برينز (الإنجليزية)
- رومي شنايدر على موقع تيرنر كلاسيك موفيز (الإنجليزية)
- رومي شنايدر على موقع أول موفي (الإنجليزية)